# 第二潜水艇
第二潜水艇（だいにせんすいてい）は、日本海軍の潜水艦。第一型潜水艦（ホランド型、ホーランド型）の2番艦。後に第二潜水艦と改名。

## 艦歴
1904年（明治37年）6月30日に契約を締結し、アメリカ合衆国のエレクトリック・ボート社で建造。分解して1904年11月20日、横須賀海軍工廠に納入。同年12月1日に起工。1905年（明治38年）5月2日進水。同年9月5日竣工。第二潜水艇と命名され、種別水雷艇、潜水艇に類別。同年12月12日、潜水艇に種別、類別を変更。1916年（大正5年）8月4日、二等潜水艇。1919年（大正8年）4月1日、第二潜水艦に改称し、三等潜水艦に種別、類別を変更。1921年（大正10年）4月30日に除籍された。

## 歴代艦長
※艦長等は『日本海軍史』第9巻・第10巻の「将官履歴」に基づく。
艦長
- 道野清 大尉：1920年12月1日[4] - 1921年4月1日[5]
- （兼）中原義正 大尉：1921年4月1日 - 1921年4月30日